# Mistletoe and Wine
Mistletoe and Wine (Mistelzweig und Wein) ist ein englisches Weihnachtslied von 1988.

## Entstehung
Der Song wurde von Jeremy Paul, Leslie Stewart und Keith Strachan geschrieben. Er stammt aus dem TV-Musical Scraps über die Geschichte Das kleine Mädchen mit den Schwefelhölzern von Hans Christian Andersen. In einer Fassung von Cliff Richard, der damit im Dezember 1988 einen Weihnachts-Nummer-eins-Hit in Großbritannien landete, wurde es populär.

## Inhalt
Der Text beschreibt eine idyllische Weihnachtsfeier in den angelsächsischen Teilen der Welt, Mistelzweig und Wein gelten als Symbole des Weihnachtsfestes.

## Kommerzieller Erfolg

### Chartplatzierungen
| Periode   | Höchstplatzierung, GesamtwochenChartplatzierungen (Periode, Platzierungen, Wochen) | Höchstplatzierung, GesamtwochenChartplatzierungen (Periode, Platzierungen, Wochen) |
| Periode   | DE                                                                                 | UK                                                                                 |
| --------- | ---------------------------------------------------------------------------------- | ---------------------------------------------------------------------------------- |
| 1988/89   | DE70 (1 Wo.)DE                                                                     | UK1 (8 Wo.)UK                                                                      |
|           |                                                                                    |                                                                                    |
|           |                                                                                    |                                                                                    |
| 2007/08   | —                                                                                  | UK68 (3 Wo.)UK                                                                     |
|           |                                                                                    |                                                                                    |
|           |                                                                                    |                                                                                    |
| 2018/19   | —                                                                                  | UK51 (2 Wo.)UK                                                                     |
| 2019/20   | —                                                                                  | UK81 (1 Wo.)UK                                                                     |
| 2020/21   | DE93 (1 Wo.)DE                                                                     | UK92 (2 Wo.)UK                                                                     |
| 2021/22   | —                                                                                  | UK70 (3 Wo.)UK                                                                     |
| 2022/23   | —                                                                                  | UK71 (1 Wo.)UK                                                                     |
| 2023/24   | —                                                                                  | UK69 (2 Wo.)UK                                                                     |
| 2024/25   | —                                                                                  | UK87 (1 Wo.)UK                                                                     |
| Insgesamt | DE70 (2 Wo.)DE                                                                     | UK1 (23 Wo.)UK                                                                     |

### Auszeichnungen für Musikverkäufe
| Land/Region                  | Auszeichnungen für Musikverkäufe (Land/Region, Auszeichnung, Verkäufe) | Verkäufe |
| ---------------------------- | ---------------------------------------------------------------------- | -------- |
| Dänemark (IFPI)              | Gold                                                                   | 45.000   |
| Vereinigtes Königreich (BPI) | Platin                                                                 | 600.000  |
| Insgesamt                    | 1× Gold · 1× Platin ·                                                  | 645.000  |